# Terminal High Altitude Area Defense
Das Terminal High Altitude Area Defense (THAAD; früher Theater High Altitude Area Defense) ist ein Raketenabwehrsystem der United States Army gegen ballistische Raketen, die einen Kriegsschauplatz oder eine Region bedrohen.

## Technik
Bei THAAD wird, anders als bei im Rahmen der Strategic Defense Initiative geplanten Energiewaffen, die ankommende Rakete mit einer eigenen sog. Anti-Ballistic Missile bekämpft.
Sobald das Bodenradar vom Typ AN/TPY-2 eine anfliegende Rakete geortet hat, wird die Abwehrrakete gestartet. Wenn der Booster in über 100 km Höhe im Weltall ausgebrannt ist, wird er abgetrennt und das Kinetic Kill Vehicle steuert sich mit Hilfe von Manövrierdüsen ins Ziel. Statt durch einen Sprengkopf wird die anfliegende Rakete allein durch die kinetische Energie des Zusammenpralls zerstört (Hit-To-Kill), ähnlich dem PAC-3-Upgrade der MIM-104 Patriot.
Das System wurde entwickelt, um Kurz- und Mittelstreckenraketen wie die R-17 abzuwehren. Ein begrenztes Potenzial gegenüber Interkontinentalraketen besteht zusätzlich. Die Reichweite von THAAD-Raketen beträgt schätzungsweise 200 km, die maximale Flughöhe etwa 150 km.
Das THAAD-System wurde von der Lockheed Martin Space Systems Company (LMSS) und Raytheon entwickelt. Das Budget betrug im Jahr 2004 über 700 Mio. USD. Die kompletten Entwicklungskosten werden auf etliche Milliarden Dollar geschätzt.

## Entwicklung
Von August 1992 bis August 2000 lief das THAAD-Demonstrationsprogramm (DEM-VAL), bei dem einige Flugtests auf der White Sands Missile Range absolviert wurden. Nach ersten Fehlschlägen gelang es unter anderem am 10. Juni 1999 und 2. August 1999, erfolgreich Raketen abzuwehren. Die darauffolgende Phase des Programms sah die Übertragung des Entwurfs und der gemachten Erfahrungen auf die Entwicklung einer mobilen Startvorrichtung vor. Diese Phase hieß Engineering Manufacturing and Development (EMD) und begann im August 2000. Die Raketentests auf der White Sands Missile Range wurden mit dem kompletten System in den Jahren 2005 und 2006 wieder aufgenommen und später 2006 auf der Pacific Missile Range Facility fortgeführt.
Obwohl es ursprünglich ein Projekt der United States Army war, kam THAAD zum Raketenabwehrprogramm der Missile Defense Agency. Es ist vergleichbar mit dem Aegis-Kampfsystem der United States Navy.
Am 3. Januar 2007 erhielt Lockheed Martin Corp. den Auftrag die Produktion von THAAD bis 2009 für die Vorserienproduktion hochzufahren. Der Auftrag hatte ein Volumen von über 619 Millionen US-Dollar. Dafür sollte der Konzern 6 Abfangsysteme bestehend aus je sechs Startrampen, zwei Feuerkontrollen sowie Kommunikationseinheiten bis zum Geschäftsjahr 2009 der Missile Defense Agency bereitstellen. Am 26. Juni 2008 konnte das System während eines Tests einen separierten Wiedereintrittskörper erfolgreich abfangen.
Am 28. Mai 2008 aktivierte die US-Armee die erste einsatzfähige THAAD-Einheit: Alpha-Batterie, 4th Air Defense Artillery Regiment, 11th Air Defense Artillery Brigade, mit 24 THAAD-Raketen, drei THAAD-Raketenstartsystemen, einer THAAD-Feuerleitzentrale und einem THAAD-Radar. Am 16. Oktober 2009 wurde in der gleichen Konfiguration die zweite THAAD-Batterie aktiviert: Alpha-Batterie, 2nd Air Defense Artillery Regiment, 11th Air Defense Artillery Brigade. Beide Einheiten sind in Fort Bliss, Texas stationiert.
Am 3. April 2013 gab das US-Verteidigungsministerium im Zuge der Spannungen mit Nordkorea bekannt, binnen weniger Wochen eines der Raketenabwehrsysteme nach Guam zu verlegen, um die dortigen amerikanischen Militäreinrichtungen zu schützen.

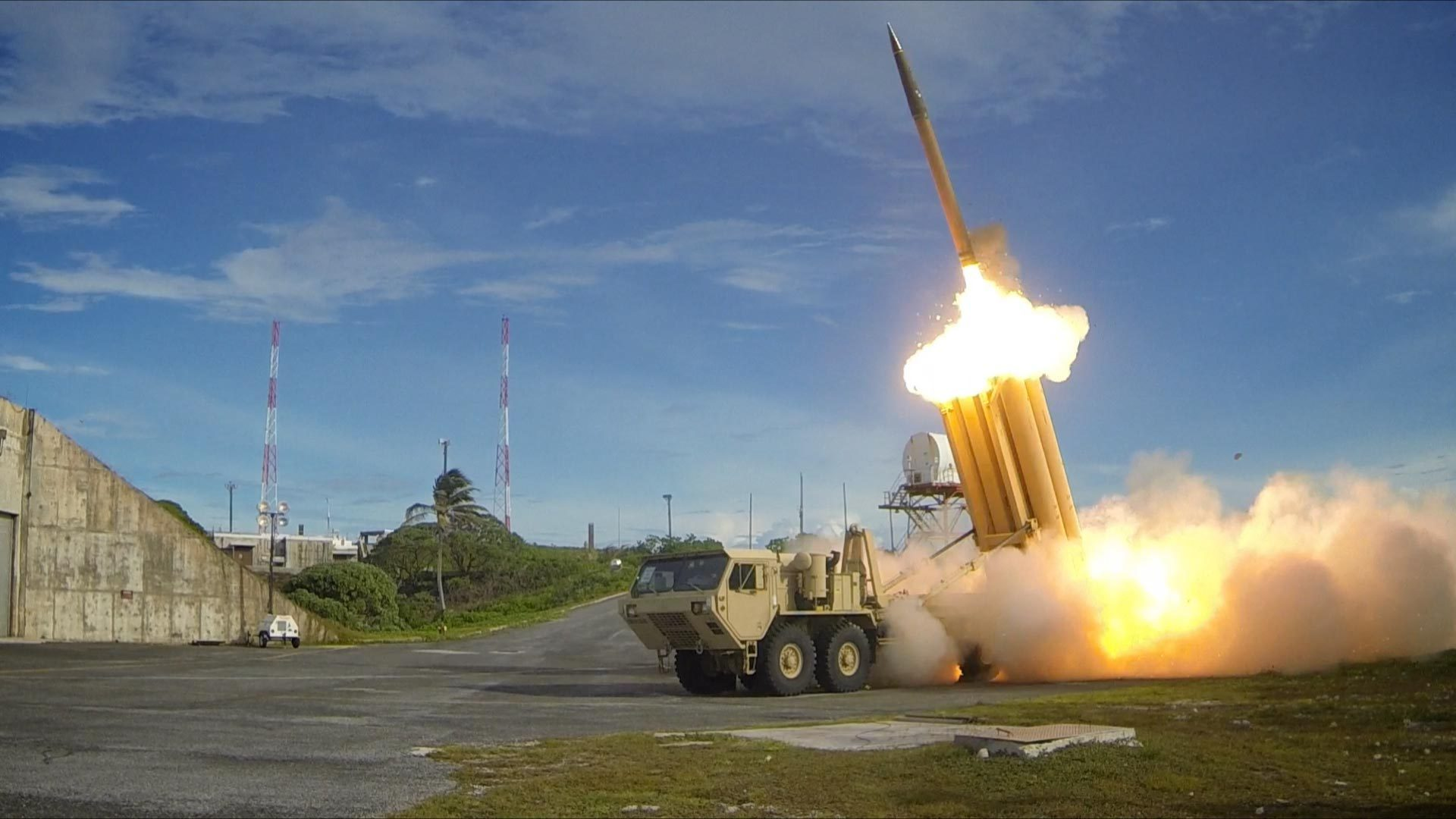
THAAD-Start 2013

Am 20. September 2013 bekam die Lockheed Martin Corp den Auftrag zur Serienproduktion der THAAD mit einem Volumen von 3,92 Milliarden US-Dollar. Unter anderem sollen 302 Lenkwaffen produziert werden. Von diesen sind 192 Lenkwaffen für die Vereinigten Arabischen Emirate bestimmt. Im Jahr 2008 hat die VAE zwei Batterien THAAD bestellt. Der Kostenanteil der VAE im Rahmen von Foreign Military Sales (FMS) beläuft sich auf 2,7 Milliarden US-Dollar. Die Auslieferung erfolgt zwischen 2015 und 2019.
Am 4. Mai 2016 berichtete KBS World Radio, dass, „nach Angaben des südkoreanischen Verteidigungsministers Han Min-koo“, „die Regierung mit den USA über die Stationierung von Raketen des THAAD-Systems auf der koreanischen Halbinsel“ spreche. Dies habe „der Minister am Dienstag“ (3. Mai 2016) „vor dem Wehrausschuss der Nationalversammlung“ gesagt. ...„Zurzeit sei nicht absehbar, wann er Details bekannt geben könne. Doch schreite der Prozess gut voran, ergänzte er.“ Am 7. Juli 2016 gab das südkoreanische Verteidigungsministerium bekannt, dass die USA das THAAD zur Abwehr von nordkoreanischen Raketen in Südkorea stationieren würden. Genaue Stationierungsdaten wurden nicht genannt. Das System sollte Ende 2017 einsatzbereit sein. Die Volksrepublik China kritisierte die Entscheidung, da die Stationierung der Bemühung, durch Dialog die Stabilität auf der koreanischen Halbinsel zu wahren, zuwider laufe. Auch im Wahlkampf vor der Präsidentschaftswahl in Südkorea am 9. Mai 2017 war die Stationierung ein Thema.
Am 13. Juni 2017 meldete das südkoreanische Militär, dass eine vermutlich aus Nordkorea stammende Drohne Fotos des THAAD-Systems angefertigt habe, das 250 km von der Grenze in Südkorea errichtet wird.
Ende November 2018 stimmte die Regierung dem Verkauf an Saudi-Arabien für 15 Milliarden Dollar zu. Saudi-Arabien wird seit seiner Militärintervention im Jemen von 2015 mit Kurzstreckenraketen von Huthi-Rebellen angegriffen. Allerdings wuchs im US-Parlament der Widerstand gegen die Regierung von Präsident Donald Trump und seiner Unterstützung von Saudi-Arabien, erst recht seit der Ermordung des saudischen Journalisten und Regimekritikers Jamal Khashoggi.
Am 13. Oktober 2024 kündigte das US-Verteidigungsministerium an, eine THAAD-Batterie und ein dazugehöriges Team von US-Soldaten nach Israel zu entsenden. Ziel sei es, die Luftverteidigung Israels nach den jüngsten schweren Raketenangriffen des Iran zu stärken. Die Entsendung unterstreiche das eiserne Bekenntnis der USA zur Verteidigung Israels.

## Einsätze
- Der erste Einsatz der THAAD erfolgte im Zuge des Huthi-Konflikts am 24. Januar 2022. Die Streitkräfte der Vereinigten Arabischen Emirate (VAE) meldeten, dass eine THAAD-Rakete eine Mittelstreckenrakete über Abu Dhabi abschoss. Die Mittelstreckenrakete war aus Jemen in Richtung VAE gestartet. Bereits am 17. Januar 2022 waren die VAE mit ballistischen Raketen, Quds-2-Marschflugkörpern und Samad-3-Drohnen aus Jemen beschossen worden. Die Angriffe waren vermutlich eine Reaktion auf die Beteiligung der VAE bei der Militärintervention im Jemen.[12][13][14][15]

- In der Nacht vom 26. auf den 27. Dezember 2024 setzten die Streitkräfte der Vereinigten Staaten zum ersten Mal das THAAD-System in einem realen Einsatz ein. Im Zuge der Krise am Roten Meer schoss eine in Israel stationierte THAAD-Batterie der United States Army eine aus Jemen anfliegende Mittelstreckenrakete außerhalb des israelischen Luftraumes ab.[16][17][18]

- Im Israelisch-iranischen Krieg startete eine in Israel stationierte THAAD-Batterie der Streitkräfte der Vereinigten Staaten rund 150 Lenkflugkörper gegen iranische Mittelstreckenraketen. Dies entspricht rund 25 % des THAAD-Lenkflugkörper-Bestandes der Vereinigten Staaten.[19][20][21]

## Betreiber
- Saudi-Arabien
- Südkorea
- Vereinigte Arabische Emirate
- Vereinigte Staaten